# 昂格巴赫河 (萊茵河支流)
51°22′46″N 6°43′39″E / 51.37944°N 6.72750°E

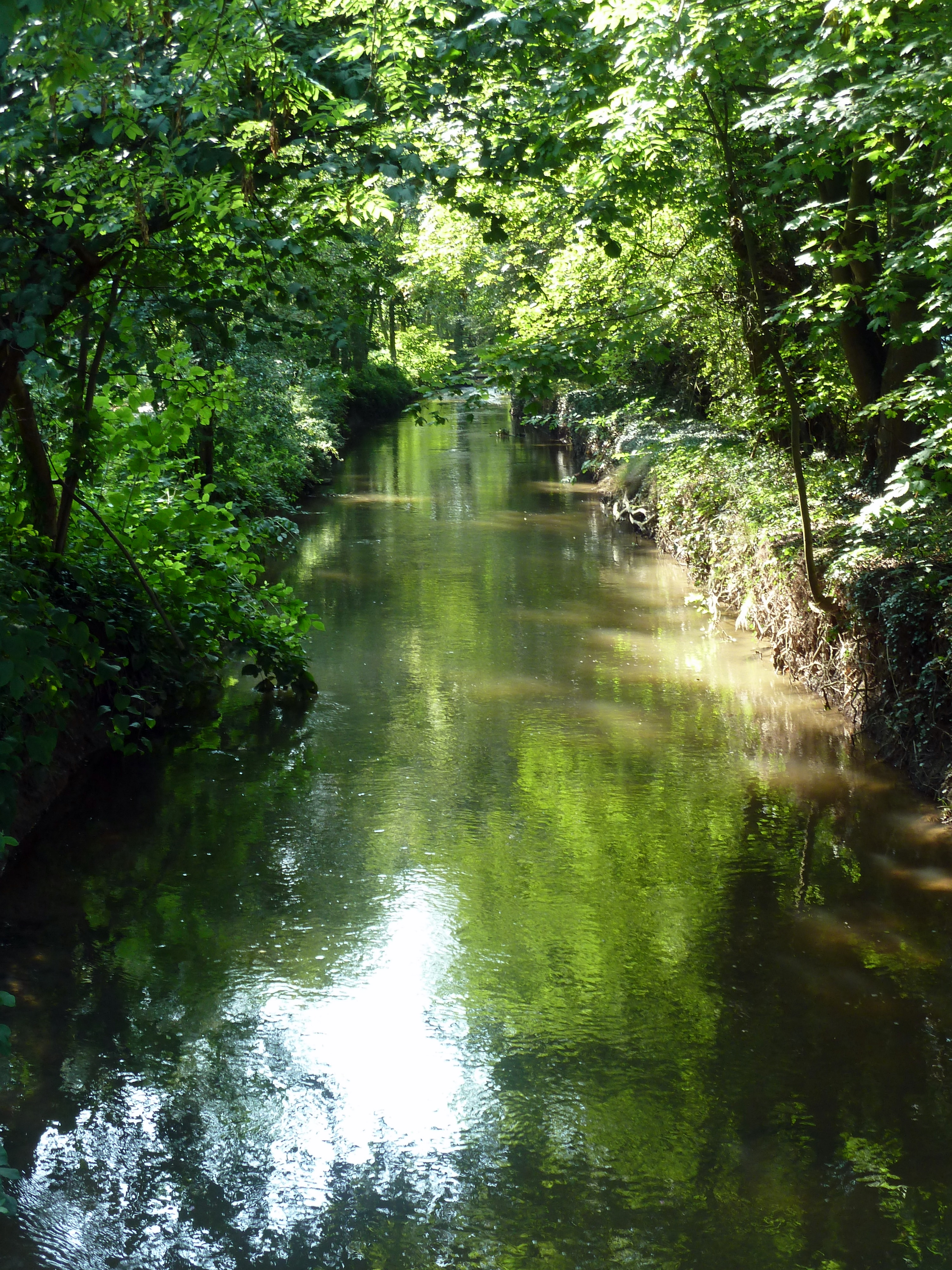
昂格巴赫河（萊茵河支流）

昂格巴赫河（德語：Angerbach），是德國的河流，位於德国西部，處於北萊茵-威斯特法倫州，屬於萊茵河的支流，河道全長36公里，流域面積111平方公里，發源自費爾伯特附近。